# Château de Mazères (Ariège)
Ne pas confondre avec le château de Mazères, résidence d'été des archevêques d'Auch, à Barran.
Le château de Mazères est un ancien château-fort situé sur la commune de Mazères, dans le département de l'Ariège. Construit autour du XIIIe siècle, il sert de résidence aux comtes de Foix, il est détruit au XVIIe siècle.

## Historique
Le château de Mazères est construit vers le XIIIe siècle, il est la résidence préférée des seigneurs de la maison Foix-Béarn lors de leurs séjours en pays de Foix. Gaston III de Foix-Béarn, dit Fébus, a pour résidence principale le château de Moncade en Béarn ; pour ses séjours en comté de Foix, il privilégie le château de Mazères. Fébus fait réaliser d'importants travaux en 1381, avec la réalisation d'une courtine de 70 mètres par 60 mètres. Les murailles sont alors dominées par six tours, dont la principale débouche vers la ville, après un pont-levis. Cette tour, dite de l'entrée, est composée de quatre étages, elle est couronnée par un ensemble de créneaux et merlons comparables à ceux de la tour de la Monnaie, au château de Pau. Fébus accueille plusieurs invités de marque dans le château, dont le roi de France Charles VI en 1390.
Le château subit d'importants dégâts lors des guerres de Religion, il est restauré après la décision d'Henri III de Navarre, futur Henri IV, en 1580. Le château est totalement détruit au XVIIe siècle.